# Sarach Yooyen
Sarach Yooyen (en tailandés: สารัช อยู่เย็น, Nakhon Ratchasima, Tailandia; 30 de mayo de 1992) es un futbolista de Tailandia que juega en la posición de centrocampista con el BG Pathum United desde el año 2020.

## Carrera

### Club
| Periodo   | Club                            |
| --------- | ------------------------------- |
| 2010–2020 | Muangthong United FC            |
| 2011      | → Phuket Andaman FC (cedido)    |
| 2013      | → Nakhon Ratchasima FC (cedido) |
| 2020–     | BG Pathum United                |
| 2024      | → Renofa Yamaguchi (cedido)     |

### Selección nacional
Ha estado en el proceso de selecciones nacionales desde la categoría sub-16, donde acumuló nueve goles en 48 partidos, participó en los Juegos Asiáticos de 2014 y en los Juegos del Sudeste Asiático al año siguiente donde ganó la medalla de oro y fue el capitán del equipo. Yooyen debutó con Tailandia en noviembre de 2014 ante Kuwait por la clasificación para la Copa Asiática 2015. ha sido cuatro veces campeón del Campeonato de la ASEAN.

## Logros

### Club
- Thai Premier League: 2012, 2016
- Thai League Cup: 2016, 2017, 2023-24
- Thailand Champions Cup: 2017, 2021, 2022
- Mekong Club Championship: 2017
- Thai League 1: 2020–21

### Selección nacional
- AFF U-16 Youth Championship: 2007
- AFF U-19 Youth Championship: 2009
- Juegos del Sudeste Asiático: 2015
- BIDC Cup (Camboya): 2013
- AFF Championship: 2014, 2016, 2020, 2022
- King's Cup: 2016

### Individual
- Equipo ideal del AFF Championship: 2016, 2022[3]
- Gol del mes de la Thai League 1: Marzo 2022, Octubre 2022